# イマーム・ルクン・アル・ディン
イマーム・ルクン・アル・ディン（英 : Rukn al-Dīn al-Hasan ibn Muhammad Khurshāh (または Khwarshāh) (アラビア語 : ركن الدين حسن بن محمد خورشاه) ）、またはルクヌディン・ハサン（ルクン・アル・ディーン）、（姓はクルシャーまたはクワルシャー、カハルシャー）（1230年 - 1257年）は、アラムートを支配したモンゴル帝国時代の政治家。この代でモンゴル帝国に降伏したことから、最後のアラムート支配者としても知られる。